# Matías Moratinos Santos
Matías Moratinos Santos (Villada, 14 de marzo de 1610 - Segovia, 2 de octubre de 1682) 
fue un eclesiástico español, canónigo magistral de Sigüenza, obispo de Lugo,
de Astorga 
y de Segovia.

| Predecesor: Andrés Girón                | Obispo de Lugo 1664 – 1669    | Sucesor: Juan Asensio                |
| Predecesor: Nicolás Rodríguez Hermosino | Obispo de Astorga 1669 – 1672 | Sucesor: Rodrigo de Mandía y Parga   |
| Predecesor: Jerónimo de Mascarenhas     | Obispo de Segovia 1672 – 1682 | Sucesor: Francisco Antonio Caballero |